# Order Wojskowy Chwały Narodowej
Order Wojskowy Chwały Narodowej (chiń. trad. 國光勳章; pinyin Guóguāng xūnzhāng) – jednoklasowe odznaczenie wojskowe Republiki Chińskiej.
Ustanowione 8 listopada 1937. W hierarchii odznaczeń wojskowych zajmuje pierwsze miejsce, przed Orderem Wojskowym Niebieskiego Nieba i Białego Słońca. Przyznawany osobom, które zasłużyły się broniąc kraju przez obcą inwazją.